# L'Assomption de la Vierge (Titien)
Pour les articles homonymes, voir Assomption (homonymie) et L'Assomption de la Vierge en art.

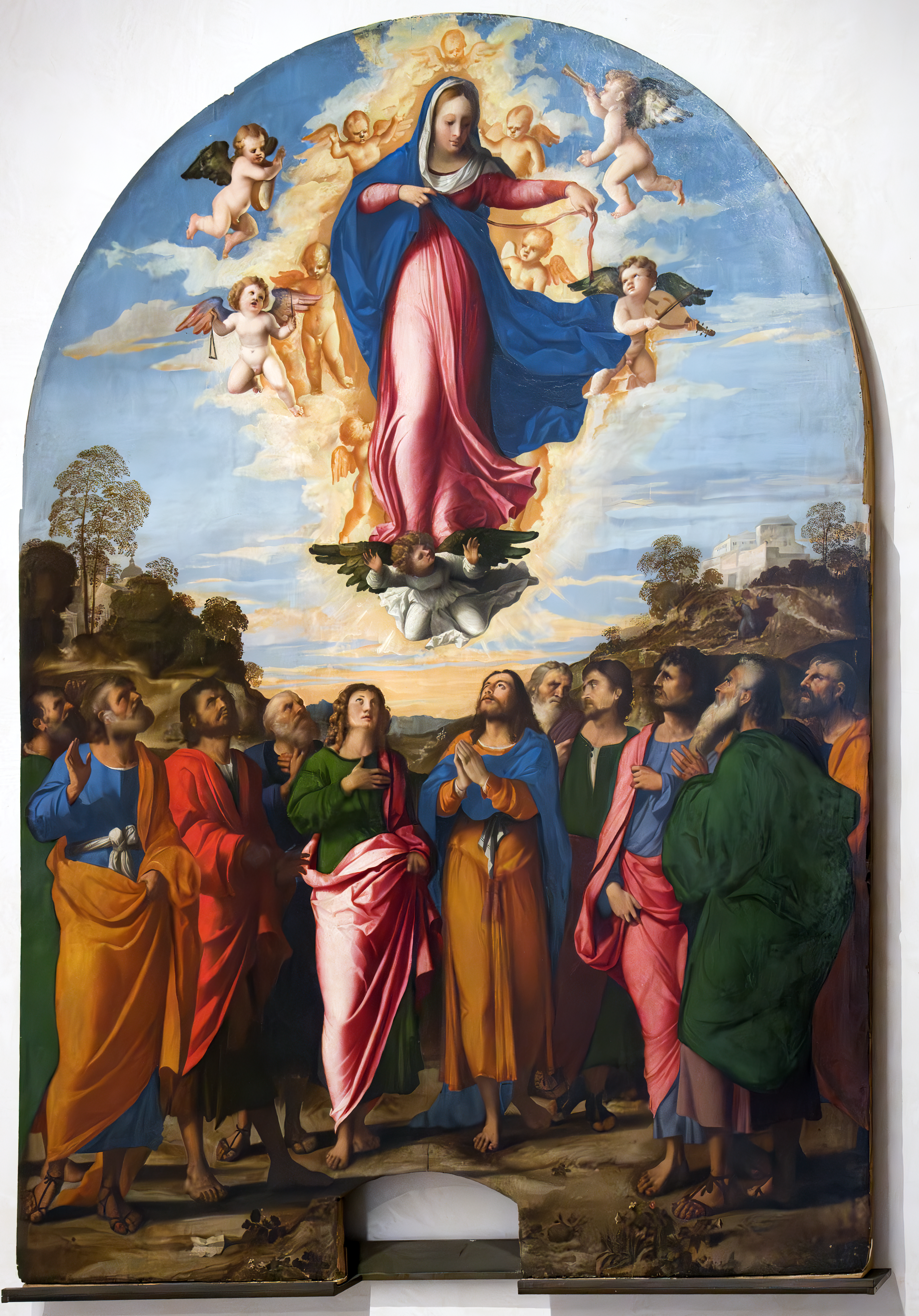
Palma le Vieux, Assomption de Marie (1512 – 1514). La Vierge retire sa Sacro Cingolo alors que Thomas (au-dessus de la tête de l'apôtre en vert) se précipite sur les lieux.

L'Assomption de la Vierge ou Assomption des Frari est un grand retable à l'huile sur panneau de l'artiste italien de la Renaissance Titien, peint en 1515-1518. Il est installé à l'endroit pour lequel il a été conçu, sur le maître-autel de la basilique Santa Maria Gloriosa dei Frari, ou église des Frari, à Venise. C'est le plus grand retable de la ville, avec des personnages représentés bien plus grands que nature, nécessité par les proportions de l'église qui présente une distance importante entre l'autel et la congrégation. Les images au-dessus et au-dessous ne sont pas l'œuvre de Titien, mais de Palma le Vieux. Cette œuvre marque une nouvelle direction prise par le style de Titien qui reflète sa conscience des développements de la peinture de la Haute Renaissance plus au sud de la Péninsule italienne, à Florence et à Rome, par des artistes tels que Raphaël et Michel-Ange. Les figures agitées des apôtres marque une rupture avec l'immobilité méditative habituelle des saints dans la peinture vénitienne, dans la tradition de Giovanni Bellini et autres.
C'est peut-être à l'origine une œuvre si novatrice qu'elle laisse stupéfaits les contemporains et qui choque le public vénitien, mais qui est bientôt reconnue comme un chef-d'œuvre incontestable confirmant la position de Titien, alors à peine trentenaire, comme l'artiste principal à Venise, et l'un des plus importants de toute l'Italie, rival de Michel-Ange et Raphaël. L'artiste s'est aventuré dans le même sujet en 1535 en peignant une autre Assomption de la Vierge pour la cathédrale Santa Maria Matricolare de Vérone, où toutefois un langage pictural modifié est visible.
L'œuvre a été commandée au Titien par les franciscains du couvent des Frari en tant que retable et révèle la volonté du peintre de renouveler la manière de concevoir la composition des tableaux destinés aux autels.

## Thème
L'Assomption de Marie était une doctrine catholique qui demeure facultative au début du XVIe siècle ; elle n'a été déclarée profession de foi qu'en 1950. Les franciscains auquel l'église des Frari appartient, ont toujours été de fervents promoteurs de cet aspect, ainsi que d'autres de la mariologie, en particulier de la doctrine connexe de l'Immaculée Conception, alors encore un sujet de vive controverse. La doctrine soutenait que le corps de Marie (mère de Jésus) était « assumé » ou déplacé physiquement au ciel « à la fin de sa vie terrestre ». La plupart des catholiques croyaient que cela avait eu lieu après une mort normale (généralement trois jours après dans la tradition), mais certains pensaient que Marie est encore en vie quand cela se produit, une question que le Munificentissimus Deus de 1950 a pris soin de ne pas régler. À la base de l'image, des vues discrètes du sarcophage en pierre de Marie sont figurées, permettant à ceux qui croient en une hypothèse de l'Assomption avant la mort de l'ignorer ou de les considérer comme autre chose.
La large composition de la peinture de Titien, avec un groupe d'apôtres au-dessous d'une Marie montante, représentée comme vivante, qui se dirige vers un groupe d'anges dans le ciel, suit des représentations artistiques antérieures, bien qu'une telle scène ne fasse pas partie de la doctrine. La scène connexe du couronnement de la Vierge dans le ciel était souvent remplacée par des scènes montrant le moment de l'Assomption comme ici, les deux scènes étant souvent combinées. Ici, l'ange accompagnant Dieu le Père à droite lui tend une couronne qu'il s'apprête à placer sur sa tête.

## Histoire

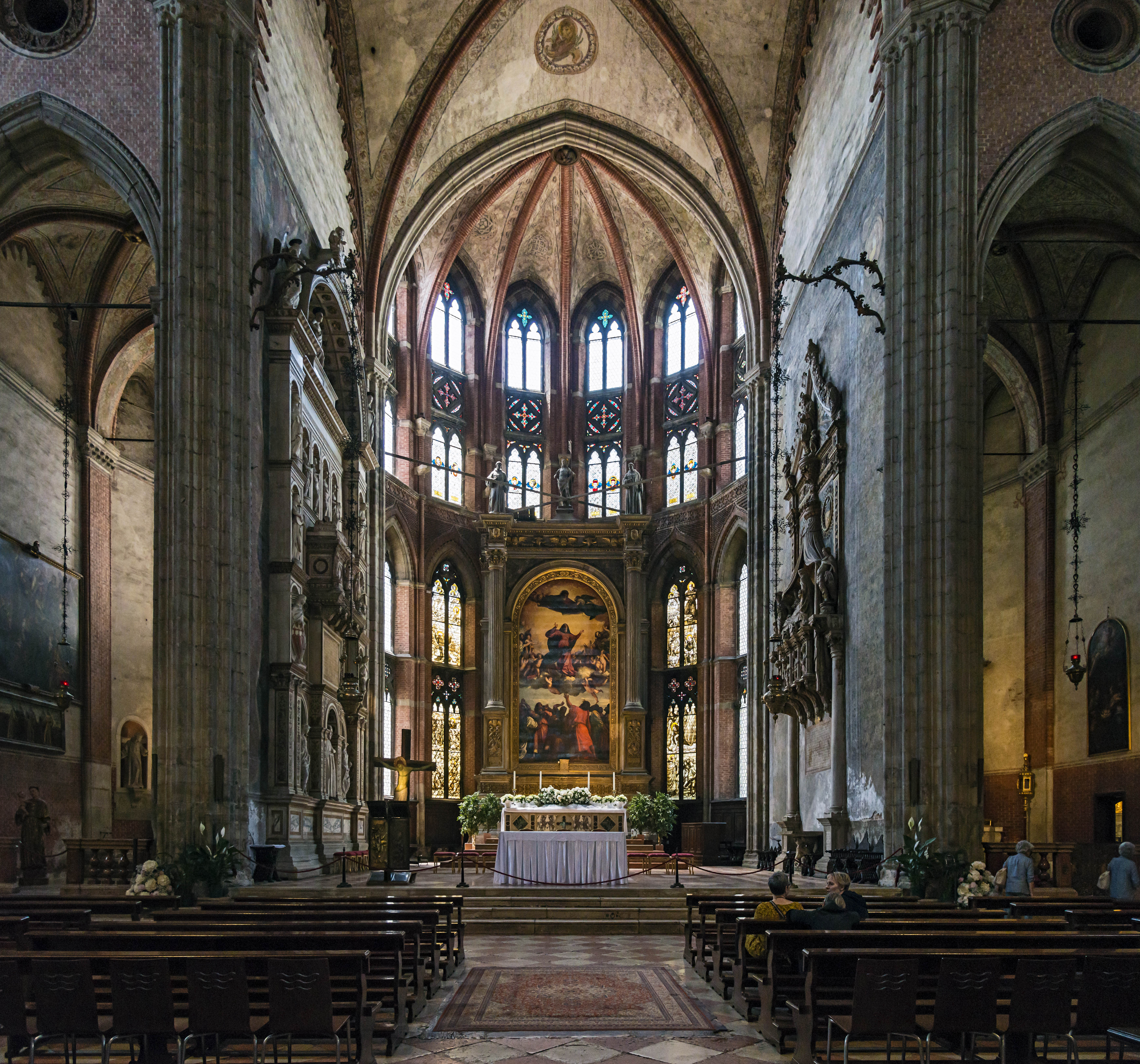
Le retable à l'intérieur de la basilique.

L'Assomption de la Vierge est la première grande commande de Titien pour une église à Venise et attire l'attention du public sur son art. Bien qu'il travaille sur une énorme commande pour le palais des Doges qu'il ne termine que dans les années 1530, la plupart de ses œuvres précédentes sont dans les palais, hors de vue du public. En 1516, le prieur du couvent franciscain des Frari, le père Germano, commande au Titien un nouveau retable pour le maître-autel, la plus importante commande religieuse officielle reçue jusqu'à présent par l'artiste en termes de taille et de prestige. Ce n'est pas un hasard si l'année de la commande est la même que celle de la mort de Giovanni Bellini, jusqu'alors peintre officiel de la Sérénissime.
Il peint le panneau in situ dans l'église (peut-être pas à l'emplacement final), et selon Carlo Ridolfi (1594-1658) doit faire face à de fréquentes questions des frères sur la taille des figures, qu'il explique en disant qu'elle est nécessaire pour que le tableau soit visible de loin. Bien que de nombreux peintres se soient alors tournés vers la peinture sur toile, Titien continue à peindre ses plus grandes œuvres sur des panneaux de bois jusqu'en 1550 environ, en utilisant toutefois la toile pour des œuvres plus petites. Le retable est peint sur une série de 21 planches de cèdre de 3 cm d'épaisseur, placées horizontalement, facilement visibles en regardant le devant du tableau.
En mars 1518, comme le rappelle Marino Sanuto le Jeune, l'œuvre est solennellement inaugurée, disposée dans un sanctuaire de marbre monumental spécialement construit. Exceptionnellement, l'inauguration publique le 19 mai 1518 (un jour férié, choisi pour permettre une grande fréquentation) est racontée par le chroniqueur, mais avec peu de détails. L'histoire rapportée plus d'un siècle plus tard par Ridolfi selon laquelle l'ambassadeur de Charles Quint était présent à la cérémonie d'inauguration et a demandé aux franciscains qui doutaient de la qualité du tableau, de l'acheter, les persuadant ainsi qu'il valait la peine de le garder, ne semble pas être véridique car l'ambassadeur n'était pas à Venise à ce moment-là.
L'innovation, par rapport à la peinture sacrée vénitienne de l'époque, est d'une telle ampleur que les mécènes sont déconcertés. L'Assomption fait scandale parmi les peintres de la Lagune qui peinent à accepter le pas en avant décisif par rapport à la tradition tranquille et pacifique précédente. À ce propos Ludovico Dolce écrit en 1557 : « les peintres maladroits et le vulgaire insensé, qui jusque-là n'avaient vu que les œuvres mortes et froides de Giovanni Bellini, Gentile et Vivarino, etc., qui étaient sans mouvement et sans relief, disent un grand mal dudit retable. Puis, alors que l'envie s'est refroidie et que la vérité s'est faite lentement sur eux, les gens ont commencé à s'émerveiller du nouveau style établi à Venise par Titien. »,. Écrit quelques décennies plus tard, son récit peut cependant être mis en doute par le fait qu'il date le tableau plusieurs années plus tôt qu'il n'a été réellement peint.
Dans le résultat final, Titien réussit à fusionner plusieurs niveaux d'interprétation : la célébration du patriciat vénitien, financier du retable, la manifestation des discours théologiques des franciscains, liés au thème de l'Immaculée Conception, et les implications politiques, avec la triomphe marial lisible comme la victoire de Venise contre la ligue de Cambrai, qui se termine par le traité de Noyon de 1516 et la reconquête de tous les territoires sur le continent.
Il existe quelques dessins préparatoires de l'œuvre, l'un au Cabinet des Dessins du musée du Louvre (à la plume, 23,1 × 30,2 cm) montre une idée pour les apôtres et un autre au British Museum (crayon noir, 15,7 × 13,5 cm) pour saint Pierre.
Le rôle du retable fut essentiel dans les développements de la Renaissance vénitienne et, en général, de la peinture européenne.

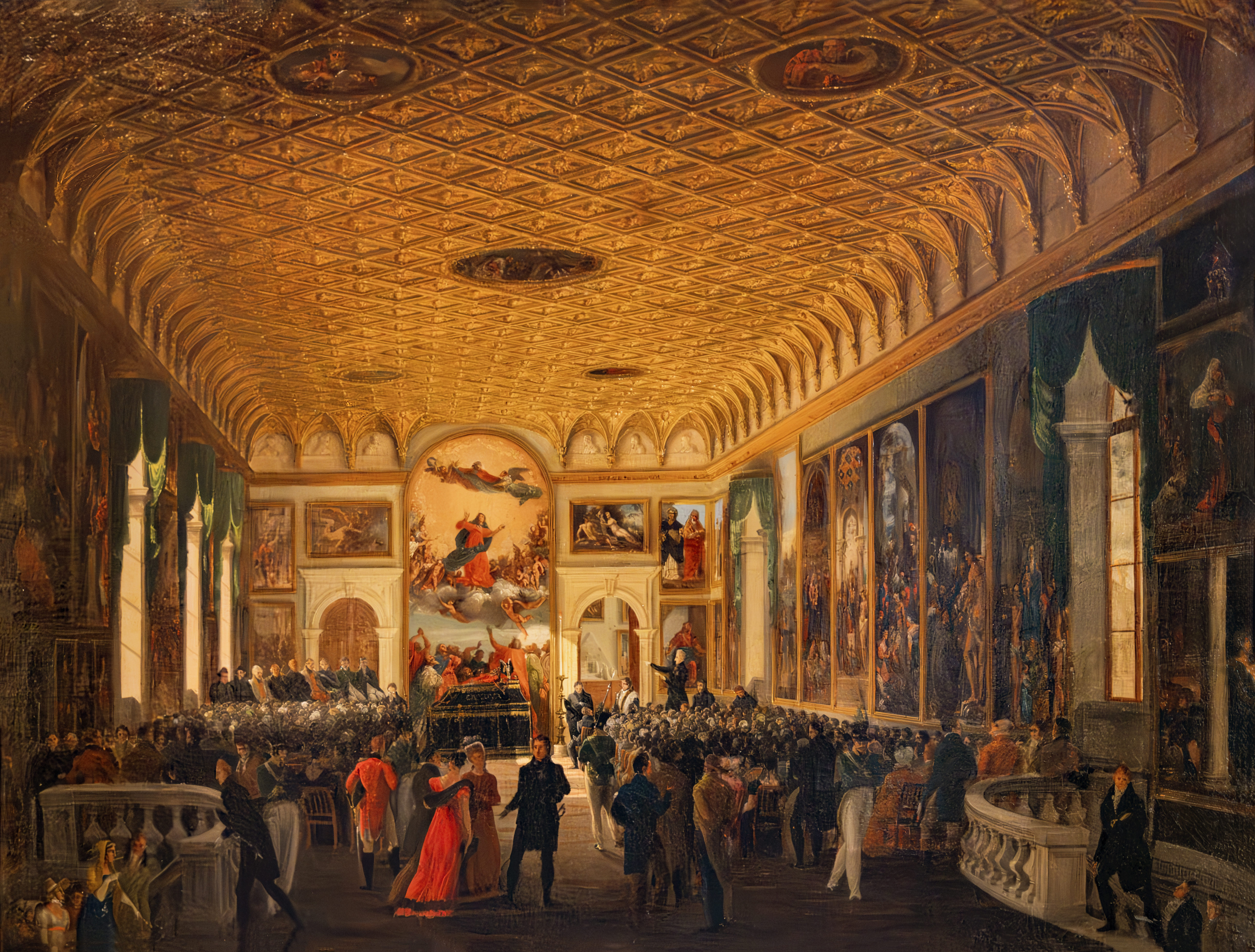
L'Assomption aux Galeries de l'Académie de Venise en 1822.

Le placement de la peinture sur un autel attire la graisse de bougie, et même au moment où Giorgio Vasari la découvre quelques décennies plus tard, il fait sombre et elle est difficile à voir. Sir Joshua Reynolds en 1752 décrit le retable comme « le plus terriblement sombre mais noblement peint », malgré deux nouvelles fenêtres qui ont été ajoutées sur le côté en 1650 pour donner plus de lumière au tableau.
En 1817, à la suite des spoliations napoléoniennes, le retable est déplacé aux Galeries de l'Académie de Venise, puis retourne à sa place d'origine aux Frari en 1919,. Le plafond de la galerie doit être élevé pour l'accueillir, et lors de la cérémonie d'inauguration en 1822, Antonio Canova, dont c'était  la toile de fond, le décrit comme le plus grand tableau du monde. En regardant le tableau alors qu'il est hébergé à l'Académie, le jeune Oscar Wilde fait remarquer que L'Assomption est « certainement le meilleur tableau d'Italie ».
Selon Nicholas Penny, ce « doit sûrement être le tableau de Titien qui a le plus influencé » Le Tintoret, qui a peut-être travaillé brièvement dans l'atelier de Titien quelques années plus tard.
La peinture (comme Le Titien l'avait prévu) ne peut être vue par le public que depuis un point inhabituellement éloigné car l'abside est fermée par une clôture.
Après des enquêtes sur l'état de la peinture menées en 2012, il est constaté qu'elle se soulève et s'écaille par petites zones, et que les couches non originales (vernis décoloré) et les résidus de traitements antérieurs doivent être éliminés. De plus, les tuyaux d'orgue qui avaient été réinstallés directement derrière le tableau au cours des dernières décennies provoquent d'importantes vibrations dans certaines sections du retable, ajoutant un risque supplémentaire sur les zones fragiles. En 2018, des responsables du ministère de la Culture ont autorisé le retrait de l'orgue et la conservation du tableau, financée par l'organisation à but non lucratif Save Venice Inc., a commencé.

## Emplacement

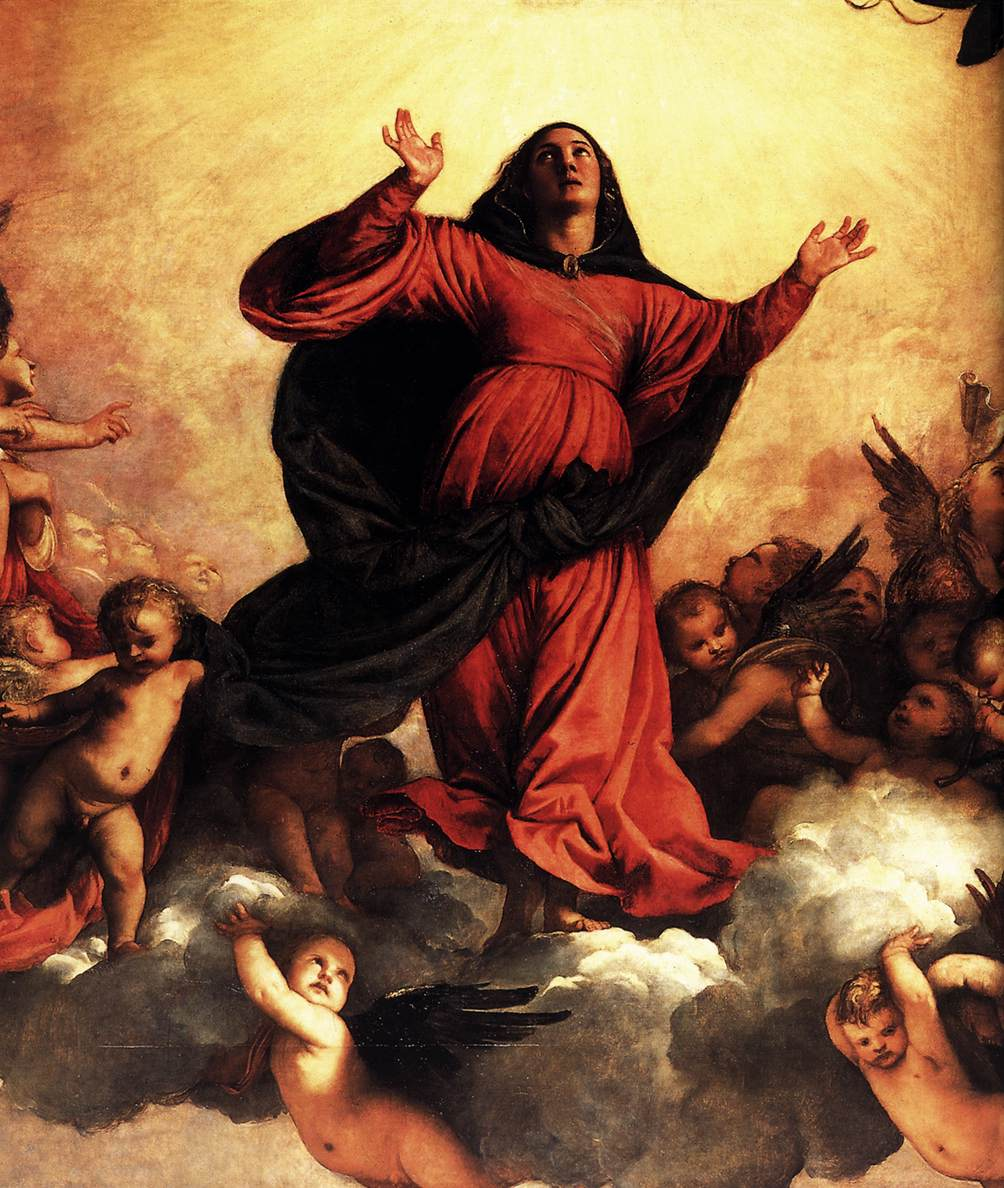
Détail.

La basilique des Frari est une très grande église gothique du début du XVe siècle, initialement simplement construite en brique, comme de nombreuses églises franciscaines conçues pour prêcher à de grandes foules, mais maintenant remplie de tombes et de peintures élaborées. Titien lui-même y est enterré, bien que ce soit une conséquence involontaire du chaos de la peste qui l'a tué, avec un grand monument du XIXe siècle qui comprend une version en relief de L'Assomption.
Le retable, haut de près de sept mètres, a un rapport extraordinaire avec l'architecture gothique de la basilique, s'apercevant de loin au bout de la perspective des bas-côtés à arcs brisés et du chœur en bois sculpté du XVe siècle. Le rouge vif de la robe de la Vierge et de certaines robes des apôtres semble se refléter dans les briques des murs, les éclairant.
Le maître-autel est très éloigné de la nef, et la vue est limitée par un jubé en pierre construit en 1475, avec un arc en plein cintre au centre et une chaire à chaque extrémité. Immédiatement derrière, sur environ la moitié de la largeur de l'église, se trouve le chœur, avec des rangées de stalles au haut support en bois se faisant face. Après vient une zone large mais peu profonde, rejoignant les transepts, avant le chancel de l'abside qui est très profond. Le sommet arrondi du tableau lui permet d'être soigneusement encadré par l'arc du chœur pour un spectateur se tenant dans l'axe central de l'église, même au fond de la nef, bien qu'à cet endroit, il semble minuscule. Il permet également au cercle arrondi de lumière céleste de compléter le haut de la composition, sans aucun recoin gênant à remplir.
Le maître-autel et son retable élaboré encadrant l'ouvrage ont probablement été conçus largement par Titien pour correspondre à sa peinture. La conception détaillée et l'exécution sont probablement de Lorenzo Bregno. Le tableau est encadré par une extension de l'autel en marbre et dorure, qui correspond non seulement au sommet arrondi de l'arc du chœur, mais (en gros) à la décoration en volutes qui l'entoure. Le style classique, avec de grandes colonnes de chaque côté, se heurte inévitablement quelque peu au style gothique de l'architecture, mais des efforts ont été faits pour minimiser l'effet en alignant les niveaux d'éléments du cadre et de la peinture avec les zones de l'architecture. Par exemple, le haut de la corniche du cadre est (selon la position d'observation) sensiblement le même que le niveau du bas du troisième étage de fenêtres.

## Description et style

### Ensemble
Le sujet de l' Assomption de la Vierge, c'est-à-dire de l'ascension de Marie au ciel en présence des Apôtres, accueillie au ciel, est résolu de manière innovante : le sarcophage traditionnel de Marie a disparu, et donc les références à la Dormition ; tout se concentre sur le mouvement ascendant de Marie, sur l'éblouissante apparition divine et sur l'ahurissement créé par cette vision. Les moments d'assomption et de sacre sont abordés avec originalité. Les trois registres superposés (les Apôtres en bas, Marie portée sur une nuée poussée par des anges au centre, et Dieu le Père entre les anges en haut) sont reliés par une référence continue de regards, de gestes et de lignes de force, en évitant tout schématisme géométrique. Le monumental apôtre vêtu de rouge, de dos au premier plan, point d'appui visuel de la partie terrestre du tableau, étend ses bras vers le haut et vers le corps de Marie, selon une double diagonale renforcée par les deux petits anges dont les corps sont disposés en parallèle. Il est dans la position qu'il aurait prise pour lancer Marie dans le ciel, amplifiant le sens du mouvement ascendant. Les deux robes rouges apparaissent comme nouées le long d'une même bande, puis brisées par le manteau bleu foncé de Marie qui, gonflé par le vent, coupe la première diagonale perpendiculairement et se développe dans la position de ses bras levés, raccourcis vers la droite, qui mènent directement, avec son regard tourné vers le haut, vers l'apparition de l'Éternel, dont le plan, encore une fois, est déphasé.
Cela crée une sorte de mouvement serpentin ascendant, d'un dynamisme extraordinaire. La composition peut également être lue comme une pyramide, motif préféré des peintres de la Renaissance à partir de Léonard de Vinci, avec les deux apôtres vêtus de rouge à la base et la tête de Marie au sommet. De plus, le centre de l'œuvre est idéalement prolongé par la courbe semi-circulaire formée par les nuages qui soutiennent la Vierge : ainsi se forme une sorte de cercle idéal qui sépare le monde terrestre des Apôtres du monde divin de la Vierge et de Dieu.
De manière générale, la conception grandiose du retable renvoie à une assimilation des expériences figuratives contemporaines en Toscane et à Rome (avec Raphaël et Michel-Ange en tête), enrichie cependant d'un usage inédit de la couleur qui illumine la scène par une extraordinaire unité visuelle.
Titien a rompu avec la tradition en omettant tous les éléments du paysage, bien que le ciel bleu-gris au-dessus des apôtres montre que la scène se déroule à l'extérieur. Le ciel contraste avec la lumière céleste dorée dans les zones supérieures, qui rappelle le fond d'or traditionnel des mosaïques telles que celles de la basilique Saint-Marc, et les peintures au fond d'or de la période gothique.
Le tableau est signé « TITIANUS » sur le sarcophage en dessous de saint Pierre.

### Les Apôtres

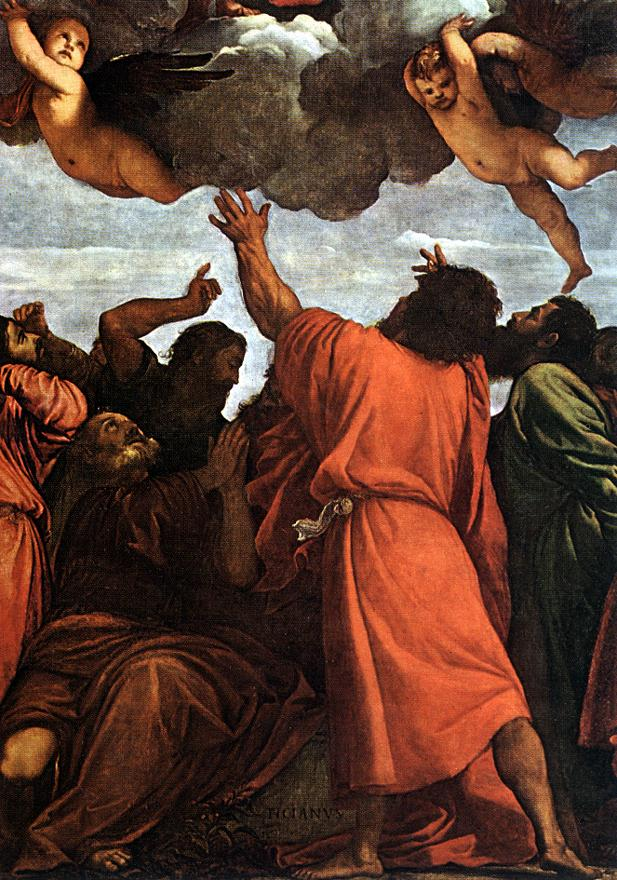
Détail.

Les figures sont réparties sur trois zones divisées par des espaces remplis uniquement de lumière. Sur fond de ciel bleu céruléen, la zone inférieure est occupée par le groupe d'apôtres qui assistent à l'événement miraculeux avec incrédulité, étroitement groupés et dans une variété de poses dramatiques, la plupart regardant le spectacle sans précédent de la Vierge Marie s'élevant au ciel. Ils sont présentés dans des poses allant de la contemplation émerveillée à l'agenouillement et à la conquête du ciel, « des figures monumentales... massées dans un mouvement collectif, unies à l'ombre, les gestes héroïques se voient conférer une silhouette d'une audace sans précédent ».
L'utilisation de l'éclairage, tantôt direct, tantôt doux et dans l'ombre, crée des contrastes qui amplifient la proéminence de certains personnages sur d'autres et suggèrent une profondeur spatiale. Ainsi, la zone ombrée au centre suggère une position plus en arrière des apôtres, disposés de manière informelle en demi-cercle sous le nuage. L'apôtre vêtu de rouge se détache de dos, peut-être Jacques de Zébédée, tandis qu'à gauche, celui en robe rouge, peut-être Jean, lève le coude pour mettre théâtralement une main sur sa poitrine en signe de surprise. Près de lui se trouve un apôtre vêtu de blanc et de vert, probablement André, penché et avec un regard attentif vers l'apparition céleste, et saint Pierre, assis à l'ombre au centre, les mains jointes en prière. Il y a en tout onze personnages, chacun pris dans une position différente, dans un mouvement d'agitation et de trouble. Certains ont seulement une petite partie de leur visage visible ; les autres ne sont probablement pas destinés à être identifiables.
Se référant à la tradition évangélique, qui parle de pêcheurs d'origine modeste, Titien est allé chercher l'inspiration pour les apôtres parmi les bateliers de la Lagune de Venise. Ainsi sont nées des figures imposantes et vigoureuses, mais aussi naturelles.
Cette partie, notamment, présente des échos raphaélesques dans les gestes éloquents mais soigneusement étudiés, et dans la monumentalité classique, que l'on retrouve dans des œuvres telles que la Déposition Borghèse. Il y a aussi quelques couleurs froides, qui se réchauffent cependant à mesure qu'elles s'élèvent, jusqu'à ce qu'elles atteignent Dieu, le point d'où émane la lumière et le sommet de la pyramide.

### La Vierge

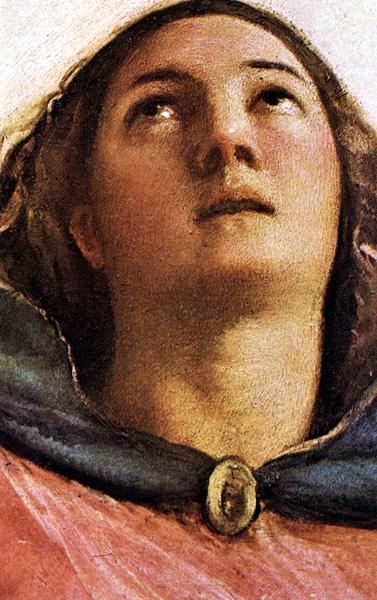
Détail du visage de Marie.

Dans la zone centrale, la Vierge Marie se dresse sur des nuages, enveloppée d'une robe rouge et d'un manteau bleu. Elle fait un geste d'étonnement. Autour d'elle « des foules d'anges se fondent en nuages irradiés de lumière céleste ». Au-dessus se trouve Dieu le Père, qui est sur le point de recevoir une couronne destinée à Marie de l'ange de droite.
Ici aussi la couleur rouge de la robe crée une tache de couleur brillante qui attire immédiatement l'œil du spectateur, en particulier dans le nœud focal entre la tête de Marie et Dieu le Père, où cette sphère de lumière éblouissante a son centre, qui embrasse le cours curviligne de la ligne supérieure. C'est une représentation efficace des cercles du Paradis, imaginés comme les roues des séraphins de plus en plus lumineuses, jusqu'à l'espace central très clair. Pour faire ressortir au maximum les protagonistes, Titien accentue le contraste entre le premier plan et l'arrière-plan, assombrissant les tons de la Vierge et de Dieu le Père.
La Vierge n'a pas encore achevé son ascension vers l'Empyrée : son visage n'est pas totalement illuminé par la lumière divine ; l'ombre rappelle en effet le monde terrestre, auquel elle reste liée jusqu'à ce qu'elle ait achevé son ascension. Dans les vêtements de Marie, il y a du rouge et du bleu, deux couleurs qui, depuis les premiers siècles de son culte, symbolisent la divinité, la Passion (rouge) et son humanité (bleu).
Comme dans la moitié inférieure, l'alternance d'ombres et de lumières sur les personnages, comme la zone d'ombre créée par l'apparition divine sur le groupe d'anges de droite, crée une diversification spatiale et « météorologique » entre les sujets, sous le signe d'une représentation plus lâche et naturelle, typique de la maniera moderna.
En imaginant que la sphère céleste du Titien tourne sur un dôme, il n'est pas difficile de comprendre où s'est inspiré Le Corrège pour son Assomption pour la cathédrale de Parme.

### Dieu le Père

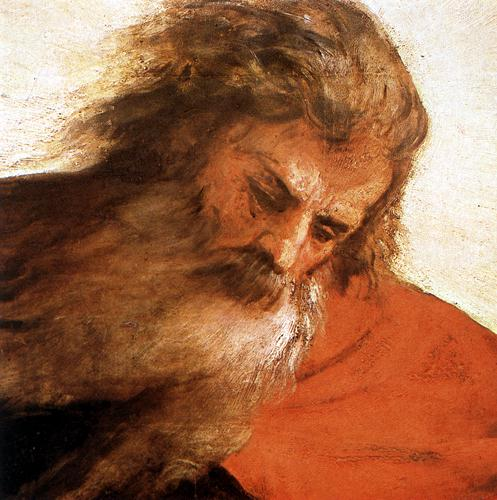
L'Éternel.

L'apparition de l'Éternel remplace celle typique de l'iconographie avec Jésus-Christ. Il apparaît en raccourci, enveloppé d'un manteau rouge, et flanqué de deux anges tenant les couronnes de Marie.
La figure du Créateur apparaît à contre-jour pour deux raisons fondamentales : tout d'abord, pour garantir une source lumineuse autonome pour le tableau ; ensuite pour donner à Dieu l'apparence d'une vision surnaturelle aux contours flous. Le Père éternel est représenté immobile, signe de son essence divine éternelle.

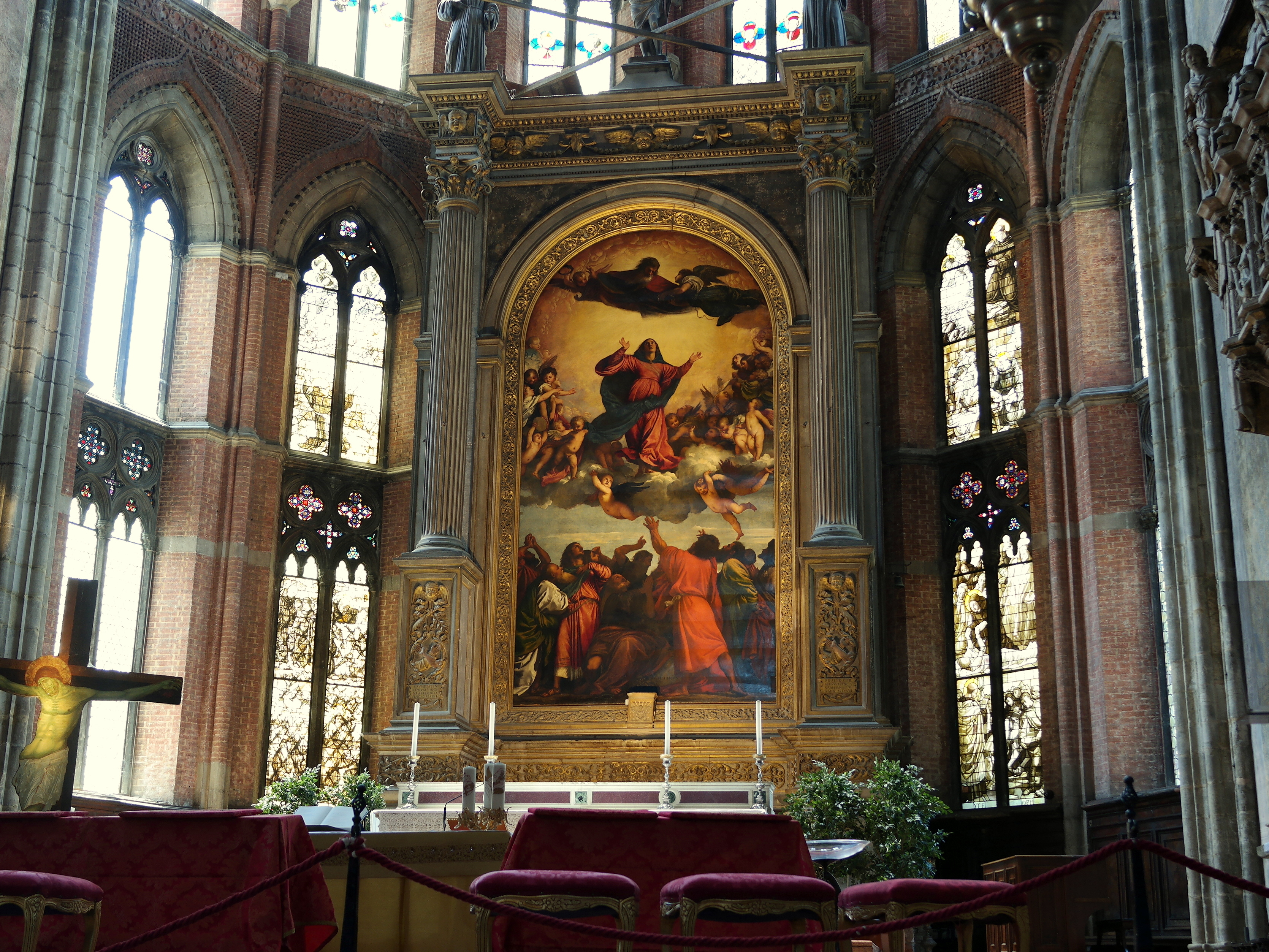
Le retable avec son encadrement complet.
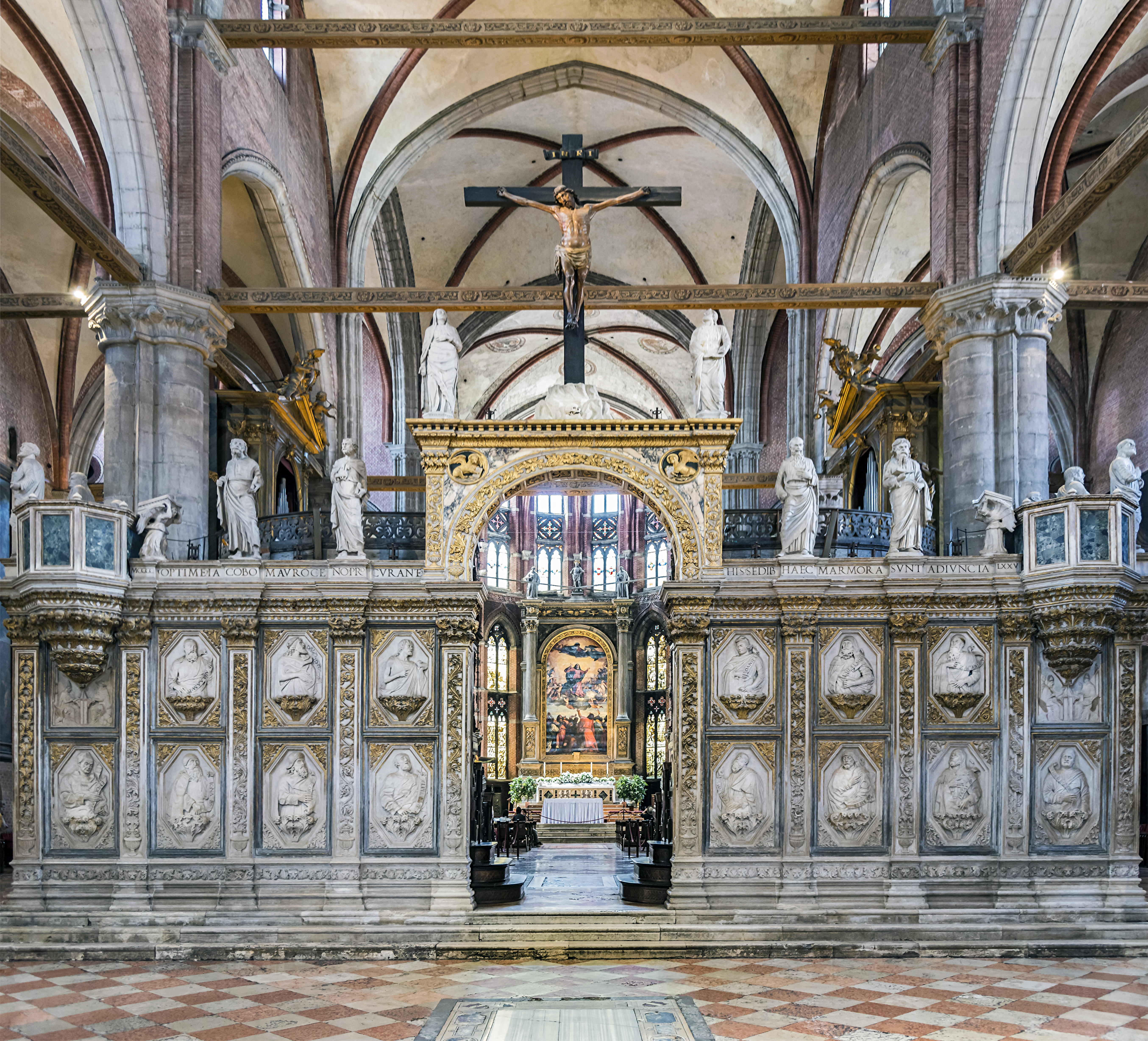
Le tableau vu à travers l'arc du chœur.
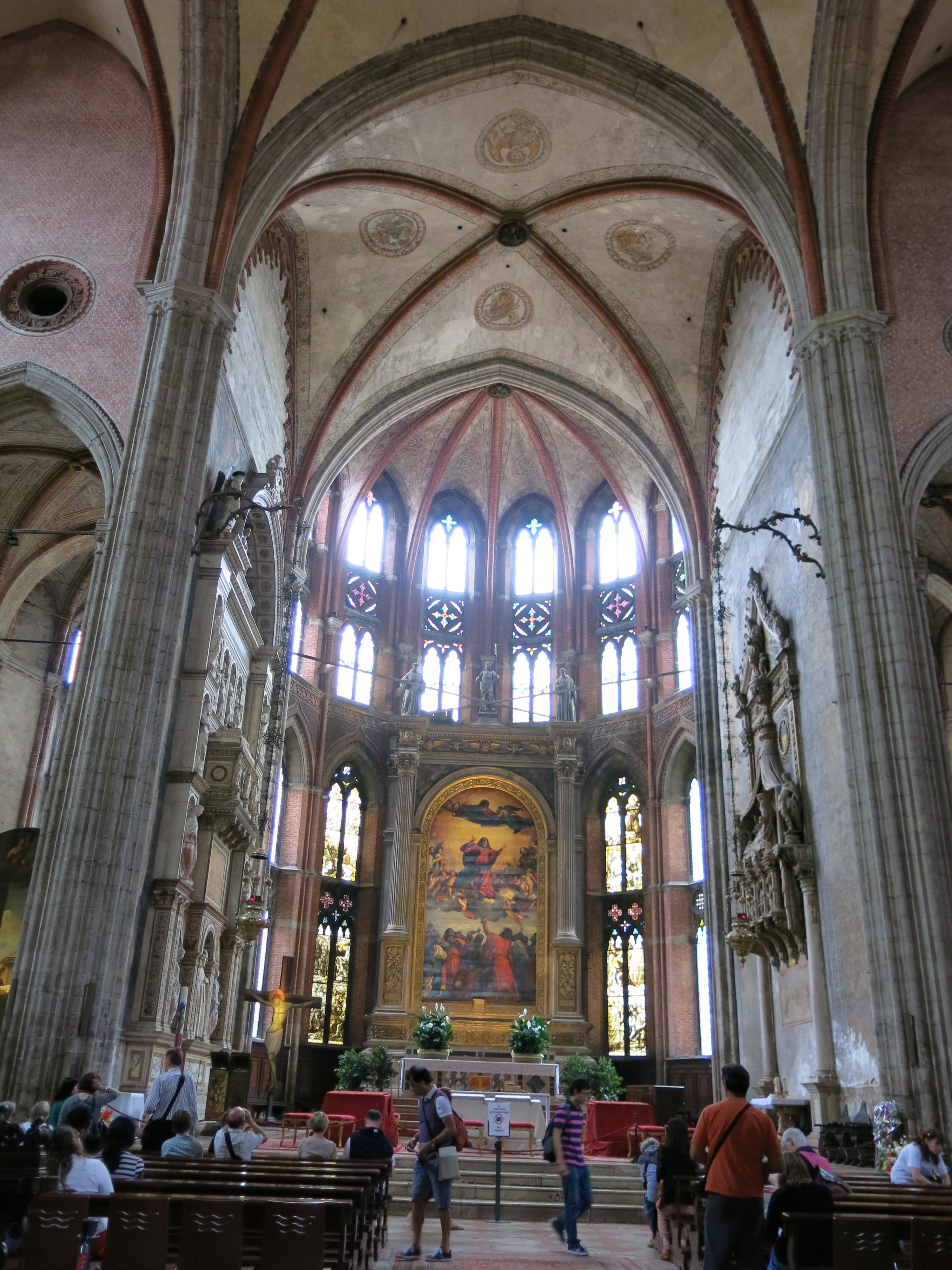
L'abside.

## Analyse

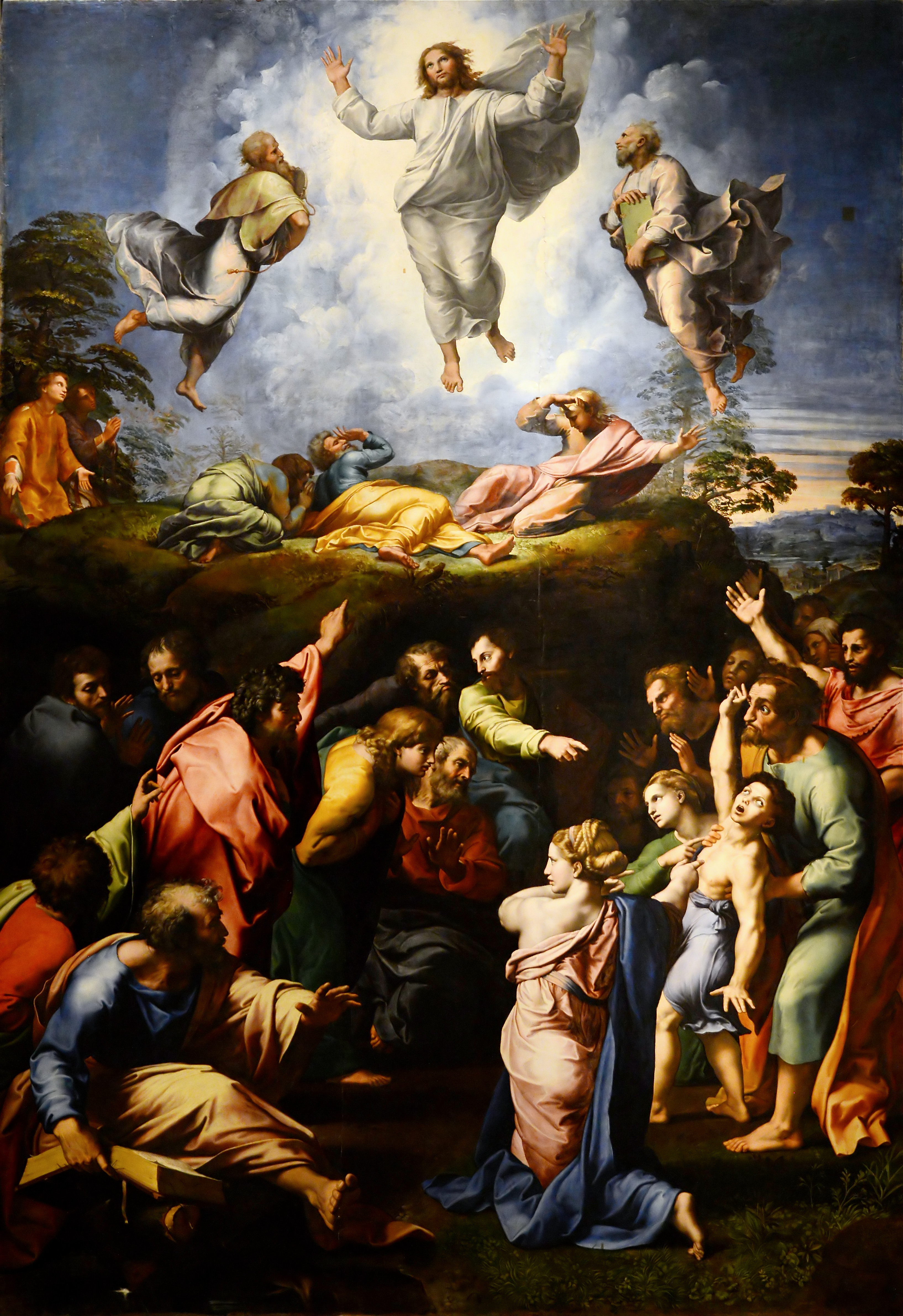
La Transfiguration de Raphaël, 1517 à laquelle la peinture de Titien est souvent comparée.

La peinture est fréquemment comparée à La Transfiguration de Raphaël (aujourd'hui aux Musées du Vatican), dont la période d'exécution chevauche celle de Titien, commençant un peu plus tard, probablement en 1517, et se terminant peu après la mort de l'artiste en 1520. Les compositions présentent des similitudes évidentes, avec une figure principale isolée dans les airs, et en dessous, une foule de suivants agités qui ne sont pas complètement éclairés.
John Steer note que « Les deux peintures sont, bien sûr, de la grande manière : héroïques dans leur échelle et leur conception. Des mouvements énergiques et de grands gestes transmettent le sentiment de personnes moralement exaltées engagées dans de grands événements. La forme et le contenu ne font qu'un, et les deux œuvres ont cet équilibre interne et cette unité organique des parties qui font de la Haute Renaissance une période normative dans l'histoire de l'art européen. »
Les différences entre eux apparaissent dans leur traitement de la forme : « Chacune des figures de Raphaël est considérée comme une unité distincte, et réunies, elles sont comme une sculpture de groupe. Même lorsqu'une petite partie seulement du corps est visible... le reste du corps est impliqué, car l'espace de Raphaël est si clairement construit qu'il crée un vide que la figure doit être conçue comme comblant. ». En revanche, « dans L'Assomption, le groupe des Apôtres, se découpant sur le ciel, est créé, par une forte illumination croisée, à partir de taches de lumière et d'ombre. Ce modèle est si fort que lorsque notre attention n'est pas délibérément concentrée, les formes s'y perdent en partie, et ce n'est que par un effort conscient que nous attachons les membres gesticulants aux corps individuels. »
Pour Raphaël, « la forme est primaire, et la couleur, la lumière et l'ombre ne sont que des éléments supplémentaires qui s'y ajoutent. Pour Titien, en revanche, la lumière et l'ombre sont les révélateurs de la forme, et colorent la substance dont elle est faite. »
SJ Freedburg décrit la peinture comme « le premier défi qui convenait à l'ensemble des ressources artistiques que Titien avait désormais acquises », et un retour à la « passion et à la force d'affirmation » de la première période de Titien, « avant son assujettissement partiel à Giorgione ». Par rapport à la Transfiguration de Raphaël, qui « indique une voie qui mène au-delà de la sphère du style classique, vers l'abstraction intellectuelle et la complexité encore plus grandes du maniérisme », Titien « indique la possibilité du baroque ; mais c'est l'option de Titien de le réaliser, et il ne fait pas. »
Deux fois moins grande que la plus grande peinture de Bellini, la composition s'appuie sur le mouvement des figures ; la Vierge ne s'élève pas simplement vers le Ciel : immobile dans le rayonnement doré baignant le ciel derrière elle, elle est littéralement portée par le force concentrée émanant du groupe serré autour de son tombeau vide. La nouvelle attitude envers les représentations de la Vierge est ici évidente ; comme La Madone Sixtine de Raphaël qui date de la même époque, elle n'est pas une femme mortelle, mais la mère de Dieu, humaine par sa confiance timide et aimante, mais consciente de son destin glorieux. Raphaël s'est servi dans La Dispute du Saint-Sacrement du geste d'un homme pour faire le lien entre terre et ciel ; Titien reprend le même procédé : l'apôtre étonné est le lien terrestre et le petit ange sous la large charge de son nuage le lien céleste.
Le traitement de l'ombre et de la lumière pousse beaucoup plus loin l'idée de la silhouette essayé dans Saint Marc en majesté. La riche texture de la lumière se glisse dans la composition et obéit à la logique du mouvement, de sorte que les apôtres sont stupéfiés dans l'ombre que projette l'écheveau des anges s'ébattant dans les nuages; ils accompagnent plus qu'ils ne soutiennent la Vierge qui s'élance des ténèbres vers la source de lumière.

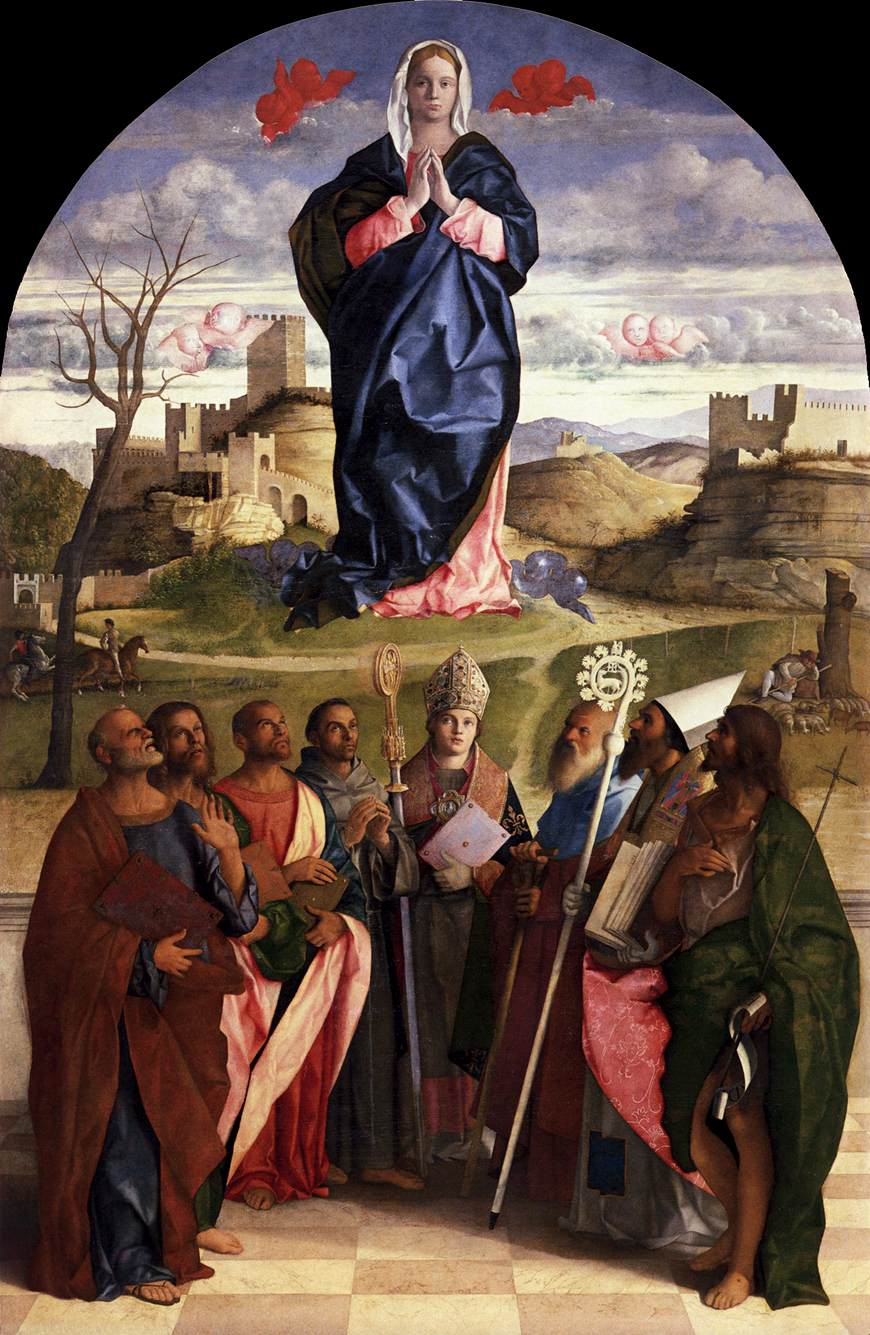
Retable pour une église à Murano, Venise, par Giovanni Bellini, 1510-1515.

## Postérité
La peinture fait partie du musée imaginaire de l'historien français Paul Veyne, qui le décrit dans son ouvrage justement intitulé Mon musée imaginaire.